# Америчка Девичанска Острва на Летњим олимпијским играма 2016.
Америчка Девичанска Острва учествовала су на Летњим олимпијским играма 2016. одржаним у Рио де Женеируу од 5. до 21. августа 2016. Било је то 12. учешће Америчких Девичанских Острва на Летњим играма, од 1968. у Мексико Ситију када су први пут учествовала. Пропуштене су само Игре у Москви 1980. због бојкота.
Олимпијски комитет Америчких Девичанских Острва на игре у Рио де Женеиру послао је делегацију од 7 спортиста, 5 мушкарца и 2 жене, који су се такмичили у 4 спорта. 
На овим играма нису освојили ниједну медаљу, а оборен је национални рекорд у пливању за жене на 100 метара леђно.
На церемонији свечаног отварања 5. августа 2016, националну заставу носио је једриличар Сај Томпсон.

## Учесници по спортовима
| Спорт     | Мушкарци | Жене | Укупно |
| --------- | -------- | ---- | ------ |
| Атлетика  | 2        | 1    | 3      |
| Бокс      | 1        | 0    | 1      |
| Једрење   | 1        | 0    | 1      |
| Пливање   | 1        | 1    | 2      |
| Укупно(4) | 5        | 2    | 7      |

## Резултати по спортовима

### Атлетика
Мушкарци
| Атлетичар     | Дисциплина    | Лични рекорд | Група    | Група       | Полуфинале | Полуфинале | Финале           | Финале           | Детаљи |
| Атлетичар     | Дисциплина    | Лични рекорд | Резултат | Место       | Резултат   | Место      | Резултат         | Место            | Детаљи |
| ------------- | ------------- | ------------ | -------- | ----------- | ---------- | ---------- | ---------------- | ---------------- | ------ |
| Еди Ловет     | 110 м препоне | 13,31 НР     | 13,77    | 8. у гр. 4. | 45,19 ЛР   | 6. у пф 1. | Није се пласирао | 13/47 (61)       |        |
| Мохамед Халим | Троскок       | 16,69 НР     | БП       | БП          |            |            | Није се пласирао | Није се пласирао | ,      |

Жене
| Атлетичарка        | Дисциплина | Лични рекорд | Квалификације | Квалификације | Полуфинале        | Полуфинале        | Финале            | Финале  | Детаљи |
| Атлетичарка        | Дисциплина | Лични рекорд | Резултат      | Место         | Резултат          | Место             | Резултат          | Место   | Детаљи |
| ------------------ | ---------- | ------------ | ------------- | ------------- | ----------------- | ----------------- | ----------------- | ------- | ------ |
| Лаверн Џоунс-Ферет | 200 м      | 22,46 НР     | 23,35         | 6 у гр. 7     | Није се пласирала | Није се пласирала | Није се пласирала | 46 / 72 |        |

### Бокс
Америчка Девичанска Острва су имала једног боксера који се такмичио у супер тешкој категорији, а који се квалификовао победом на америчком квалификационом турниру у Буенос Ајресу 2016.

#### Мушкарци
| Боксер        | Дисциплина  | Коло 32 такмичара         | коло 16 такмичара       | Четвртфинале       | Полуфинале         | Финале             | Финале           | Детаљи                                      |
| Боксер        | Дисциплина  | Противник Резултат        | Противник Резултат      | Противник Резултат | Противник Резултат | Противник Резултат | Пласман          | Детаљи                                      |
| ------------- | ----------- | ------------------------- | ----------------------- | ------------------ | ------------------ | ------------------ | ---------------- | ------------------------------------------- |
| Клејтон Лорен | супер тешка | Пфајфер (GER) · Поб 2 : 1 | Јока (FRA) · Пор. 0 : 3 | Није се пласирао   | Није се пласирао   | Није се пласирао   | Није се пласирао | Архивирано на веб-сајту (2. септембар 2016) |

### Једрење
Мушкарци
| Једриличар  | Дисциплина | Трка | Трка | Трка | Трка | Трка | Трка | Трка | Трка | Трка | Трка | Трка | Укупно Бод | Пласман | Детаљи |
| Једриличар  | Дисциплина | 1    | 2    | 3    | 4    | 5    | 6    | 7    | 8    | 9    | 10   | М*   | Укупно Бод | Пласман | Детаљи |
| ----------- | ---------- | ---- | ---- | ---- | ---- | ---- | ---- | ---- | ---- | ---- | ---- | ---- | ---------- | ------- | ------ |
| Сај Томпсон | Ласер      | 13   | 4    | 11   | 35   | 32   | 33   | 6    | 20   | 17   | 16   | -    | 152        | 22 / 37 |        |

- М = Трка за медаље

### Пливање
Мушкарци
| Пливач          | Дисциплина  | Група   | Група     | Полуфинале       | Полуфинале       | Финале           | Финале  | Детаљи                                     |
| Пливач          | Дисциплина  | Време   | Пласман   | Време            | Пласман          | Време            | Пласман | Детаљи                                     |
| --------------- | ----------- | ------- | --------- | ---------------- | ---------------- | ---------------- | ------- | ------------------------------------------ |
| Рексфорд Тулије | 200 м леђно | 1:59,14 | 2 у гр. 1 | Није се пласирао | Није се пласирао | Није се пласирао | 20 / 26 | Архивирано на веб-сајту (24. октобар 2016) |

Жене
| Пливач       | Дисциплина  | Група      | Група      | Полуфинале       | Полуфинале       | Финале           | Финале  | Детаљи                                     |
| Пливач       | Дисциплина  | Време      | Пласман    | Време            | Пласман          | Време            | Пласман | Детаљи                                     |
| ------------ | ----------- | ---------- | ---------- | ---------------- | ---------------- | ---------------- | ------- | ------------------------------------------ |
| Кајли Вотсон | 100 м леђно | 1:07,19 НР | 6. у гр. 2 | Није се пласирао | Није се пласирао | Није се пласирао | 30 / 34 | Архивирано на веб-сајту (24. октобар 2016) |